# Robert Langlands
Robert Langlands Phelan (n. 6 de octubre de 1936 en New Westminster, Columbia Británica, Canadá) es uno de los matemáticos más influyentes del siglo XX, y sigue siendo influyente en el siglo XXI. Su trabajo en formas automórficas y la teoría de la representación tuvo un efecto importante sobre la teoría de los números. También ha realizado trabajos originales matemáticamente rigurosos en la física estadística, donde su trabajo ha tenido menos efecto. En 2018 se hizo acreedor del Premio Abel por la creación y desarrollo de su visionario programa que conecta teoría de las representaciones con la teoría de números.

## Biografía
Langlands se licenció en la Universidad de Columbia Británica en 1957, y continuó allí para recibir una M. Sc. en 1958. Luego estudió en la Universidad de Yale, donde recibió un doctorado en 1960. Sus puestos académicos incluyen desde entonces los años 1960-67 en la Universidad de Princeton, hasta que terminó como profesor asociado, y los años 1967-72 en la Universidad de Yale. Fue nombrado profesor Herman Weyl en el Instituto de Estudios Avanzados de Princeton en 1972, convirtiéndose en profesor emérito en enero de 2007.
Su tesis de doctorado versó sobre la teoría analítica de semi-grupos, pero pronto se enfocó en la teoría de la representación, adaptación de los métodos de Harish-Chandra a la teoría de las formas automórficas. Su primer logro en este campo es una fórmula para la dimensión de determinados espacios de formas automórficas, en la que determinados tipos de Harish-Chandra de la serie parecían discretas.
Langlands fue galardonado en 1996 con el Premio Wolf (que compartió con Andrew Wiles), en el 2000 con la Gran Medalla de la Academia de Ciencias de Francia, en el 2005 con el Premio Steele de la AMS, en el 2006 con el Premio Nemmers en Matemáticas, y en el 2007 con el Premio Shaw en Ciencias Matemáticas (con Richard Taylor) por su trabajo en formas automórficas.